# Salle Eurythmie
La salle Eurythmie est la salle de concert et de spectacles de Montauban. 
Conçue par l'architecte d'origine polonaise Stanislas Fiszer, elle a été construite dans et à l'arrière de l'ancienne gare désaffectée du centre de Montauban, dite « gare de Villenouvelle », qui se trouvait sur un embranchement partant de la gare de Montauban-Ville-Bourbon en direction de Saint-Antonin-Noble-Val et Lexos. Elle fut inaugurée le 20 juin 2000 et permet d'accueillir plus de 3 000 personnes.
Ici se succèdent pop stars internationales, comiques ou spectacles de danse. Situé dans le quartier de Villenouvelle elle est devenue un lieu incontournable de la culture montalbanaise.